# Attagenus anthrenoides
Attagenus anthrenoides es una especie de coleóptero de la familia Dermestidae.

## Distribución geográfica
Es endémico de Gran Canaria, en las islas Canarias (España).